# Badian właściwy

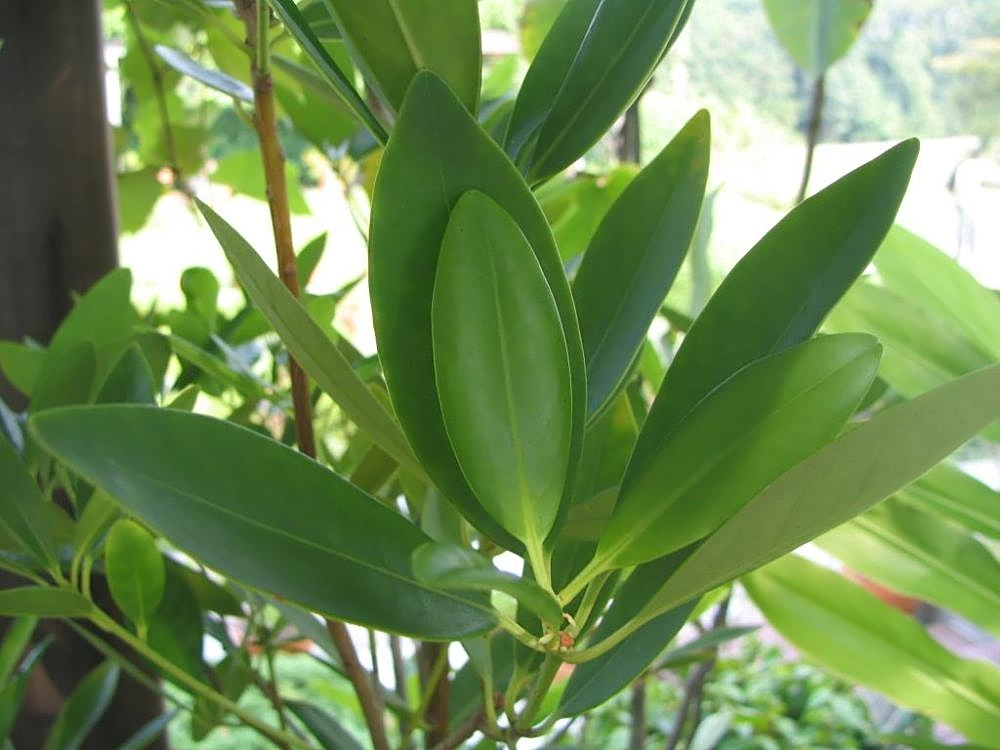
Liście badiana właściwego

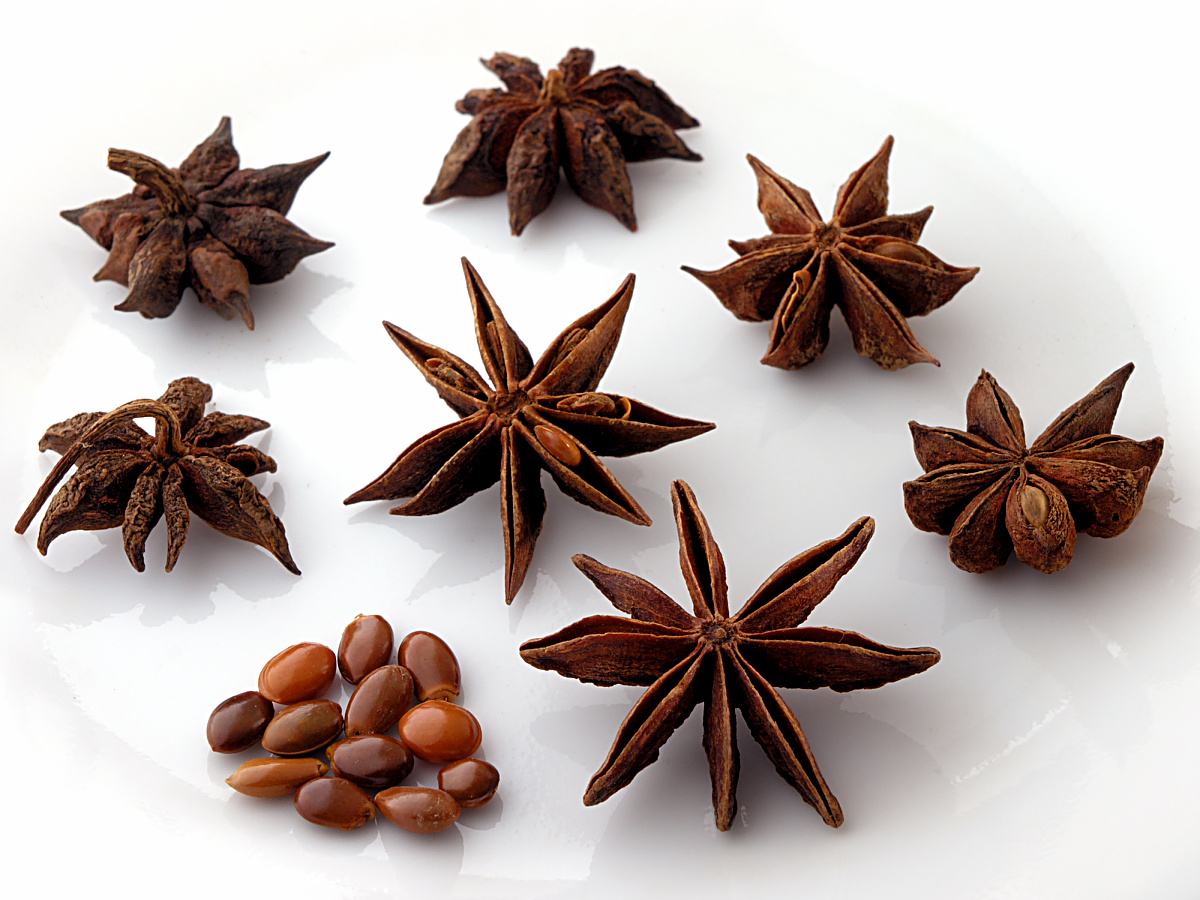
Owoce i nasiona badiana właściwego

Badian właściwy, anyżek gwiazdkowy, anyż gwiazdkowy, anyż gwiaździsty (Illicium verum Hook. f.) – gatunek rośliny zaliczany do obejmującej trzy rodzaje rodziny cytryńcowatych (system APG IV z 2016), w niektórych systemach do monotypowej rodziny badianowatych (Illiciaceae) (system Reveala z 1999). Pochodzi z południowo-wschodniej Azji – z chińskiego regionu autonomicznego Kuangsi. W naturze rośnie w lasach od 200 do 1600 m n.p.m. (przy czym nie ma pewności, że to pierwotne populacje, a nie dziczejące z upraw). Rozpowszechniony jest w uprawie w regionie, zwłaszcza w południowych Chinach i Wietnamie, ale też w Indiach, na Filipinach i Japonii.
Owoce bogate w olejek eteryczny wykorzystywane są w lecznictwie, perfumerii i jako aromatyczna przyprawa.

## Morfologia
PokrójNiezbyt okazałe drzewo, dorastające maksymalnie do 15 m wysokości, choć zazwyczaj nie przekraczające 10 m. Pąki ma jajowate, o długości do 3 mm.
LiścieZimozielone, ciemnozielone i pojedyncze, skupione po 3–6 na końcach pędów. Ogonki osiągają od 0,8 do 2 cm. Blaszka jest skórzasta, szerokolancetowata do eliptycznej. Przylistków brak.
KwiatyObupłciowe, wyrastają z kątów liści blisko szczytu pędów. Rozwijają się na szypułkach długości do 4 cm. Listków okwiatu jest od 7 do 12 i mają one kolor od różowego do ciemnoczerwonego, są szerokoeliptyczne do szerokojajowatych i osiągają do 1,2 cm długości i szerokości. Pręcików jest kilkanaście (11–20), o długości do 3,5 mm, z czego nitki stanowią do 1,6 mm, a pylniki do 1,5 mm. Słupkowie tworzy 7–9, rzadko do 11 owocolistków osiągających do 4,5 mm, z czego zalążnia zajmuje do 2 mm, a resztę stanowi szyjka słupka.
OwoceSkładają się najczęściej z 8 rozwiniętych, rzadziej innej liczby od 7 do 9, jednonasiennych mieszków, każdy długości 12–22 mm i 6–12 mm wysokości, gwiaździście ułożonych wokół krótkiej, centralnie umieszczonej, tępo zakończonej kolumelli. Mieszki są kształtu czółenkowatego lub łódkowatego, o szarawobrunatnej powierzchni grzbietowej z widocznymi szorstkimi kreskami. Mieszki rozwierają się wzdłuż brzusznego szwu, ukazując pojedyncze, soczewkowate, lśniące, czerwonawobrunatne nasiono o długości 8 mm, szerokości do 3 mm i wysokości do 6 mm.

## Zastosowanie

### Roślina lecznicza
Surowiec zielarskiOwoc anyżu gwiaździstego (Anisi stellati fructus) – wysuszony, brunatny owoc złożony o zawartości nie mniej niż 70 ml/kg olejku eterycznego, zawierającego co najmniej 86,0% trans-anetolu. Związek ten współwystępuje z aldehydem anyżowym, metylochawikolem, monoterpenami (α-pinen, limonen, linalol).
Działanie i zastosowanieStosowany jako lek wykrztuśny przy stanach zapalnych układu oddechowego oraz jako lek rozkurczowy w przypadku niestrawności (wzdęć i zaburzeń żołądkowych).
Spokrewniony z nim i czasem mylony badian japoński (Illicium anisatum) nie tylko nie posiada właściwości leczniczych, ale jest lekko toksyczny.
DawkowanieDawka dzienna wynosi zwykle 3 g owoców lub 0,3 g olejku eterycznego.

### Roślina przyprawowa
Owoce anyżu gwiazdkowego charakteryzują się słodkim, pikantnym, intensywnym aromatem. To przyprawa rozpowszechniona w kuchniach:
- Dalekiego Wschodu[8], zwłaszcza w chińskiej[9][8], ale też w malezyjskiej i w południowoindyjskiej[9].
W kuchni chińskiej jest jednym ze składników mieszanki przypraw „pięć smaków”[9][8]. Wykorzystuje się ją do przyprawiania potraw warzywnych (zwłaszcza z pomidorów[10]) i mięsnych (z wieprzowiny i drobiu[9]), także jako składnik marynat do mięs i pikli[10][11]. W kuchni wietnamskiej przyprawa „pięć smaków” jest kluczowym składnikiem zupy pho[9][10].
W kuchni indyjskiej badian bywa składnikiem regionalnych mieszanek garam masala[9][10], wykorzystywanych do potraw mięsnych, co ma swoje źródła w kuchni perskiej czasów Państwa Wielkich Mogołów[10]. Taka kombinacja przypraw stosowana jest też na Mauritiusie i w Południowej Afryce[9].
Badian wykorzystywany jest też do przyrządzania indyjskiej herbaty masala czaj oraz tajskiego massaman curry(inne języki)[10].
- Bliskiego Wschodu (perskiej)[10] oraz kuchni Maghrebu: algierskiej, tunezyjskiej i marokańskiej[9].
W kuchniach Bliskiego Wschodu[9], Algierii, Tunezji i Maroka anyż gwiaździsty jest ważnym składnikiem mieszanki przyprawowej ras el hanout[9].

Badianem aromatyzuje się też ciasta i inne wyroby cukiernicze, likiery (np. włoski Galliano), wódki (np. francuska pastis), kompoty itd.